# Église Sainte-Geneviève de Rocquigny
L'église Sainte-Geneviève de Rocquigny est une église située à Rocquigny (Aisne), en France.

## Localisation
L'église est située sur la commune de Rocquigny (Aisne), dans le département de l'Aisne.